# Supercopa Brasileira de Voleibol de 2020
A Supercopa Brasileira de Voleibol de 2020 foi a sexta edição desta competição organizada pela Confederação Brasileira de Voleibol. Participaram do torneio duas equipes em ambas variantes, os campeões da Superliga e da Copa Brasil, devido ao encerramento da Superliga qualificaram-se os primeiros colocados.

## Sistema de disputa
O Campeonato foi disputado em um jogo único, cujas partidas realizadas no Ginásio Poliesportivo Avelino dos Reis (Ginásio Guanandizão)

## Equipes participantes
Equipes que disputaram a Supercopa de Voleibol de 2020 foram:

### Masculino
| Equipe            | Cidade   | Qualificação                           | Última participação |
| ----------------- | -------- | -------------------------------------- | ------------------- |
| FUNVIC Taubaté    | Taubaté  | Primeiro colocado da Superliga 2019–20 | 2019 (Campeão)      |
| ASE Sada Cruzeiro | Contagem | Campeão da Copa Brasil 2020            | 2019 (Vice-campeão) |

### Feminino
| Equipe           | Cidade         | Qualificação                                                              | Última participação |
| ---------------- | -------------- | ------------------------------------------------------------------------- | ------------------- |
| Praia Clube      | Uberlândia     | Primeiro colocado da Superliga 2019–20 e Vice-campeão da Copa Brasil 2019 | 2019 (Campeão)      |
| Sesc-RJ Flamengo | Rio de Janeiro | Campeão da Copa Brasil 2020                                               | 2017 (Campeão)      |

## Resultados

### Masculino
| 30 de outubro de 2020 21:30 Relatório | FUNVIC/Taubaté | 3—2                     | ASE Sada Cruzeiro | Ginásio Guanandizão, Campo Grande Árbitro(s): 600 |
| 30 de outubro de 2020 21:30 Relatório | 19 25 30 14 15 | Set 1 Set 2 Set 3 Set 4 | 25 21 28 25 11    | Ginásio Guanandizão, Campo Grande Árbitro(s): 600 |

### Feminino
| 6 de novembro de 2020 21:30 Relatório | Praia Clube | 3 — 1                   | Sesc-RJ Flamengo | Ginásio Guanandizão, Campo Grande Árbitro(s): 600 |
| 6 de novembro de 2020 21:30 Relatório | 25 23 25    | Set 1 Set 2 Set 3 Set 4 | 16 25 21 18      | Ginásio Guanandizão, Campo Grande Árbitro(s): 600 |

## Premiações
| Supercopa Masculina de 2020        |
| São Paulo                          |
| ---------------------------------- |
| FUNVIC Taubaté Campeão (2º título) |

| Supercopa Feminina de 2020      |
| Minas Gerais                    |
| ------------------------------- |
| Praia Clube Campeão (3º título) |